# 田中貞二
田中 貞二（たなか ていじ、1881年2月18日 - 1951年8月26日）は、日本の政治家。衆議院議員（1期）。

## 経歴
愛知県出身。尾三商業銀行頭取、名古屋土地、日本護膜製造、静岡倉庫各(株)社長、松竹、浅草土地各(株)監査役、日本活動写真、日本火熱工業各(株)取締役を務める。
1930年の第17回衆議院議員総選挙において愛知3区(当時)から立憲政友会公認で立候補したが落選した。1932年の第18回衆議院議員総選挙で当選した。1936年の第19回衆議院議員総選挙には出馬しなかった。
戦後、公職追放となった。1951年死去。